# 科涅夫元帥街

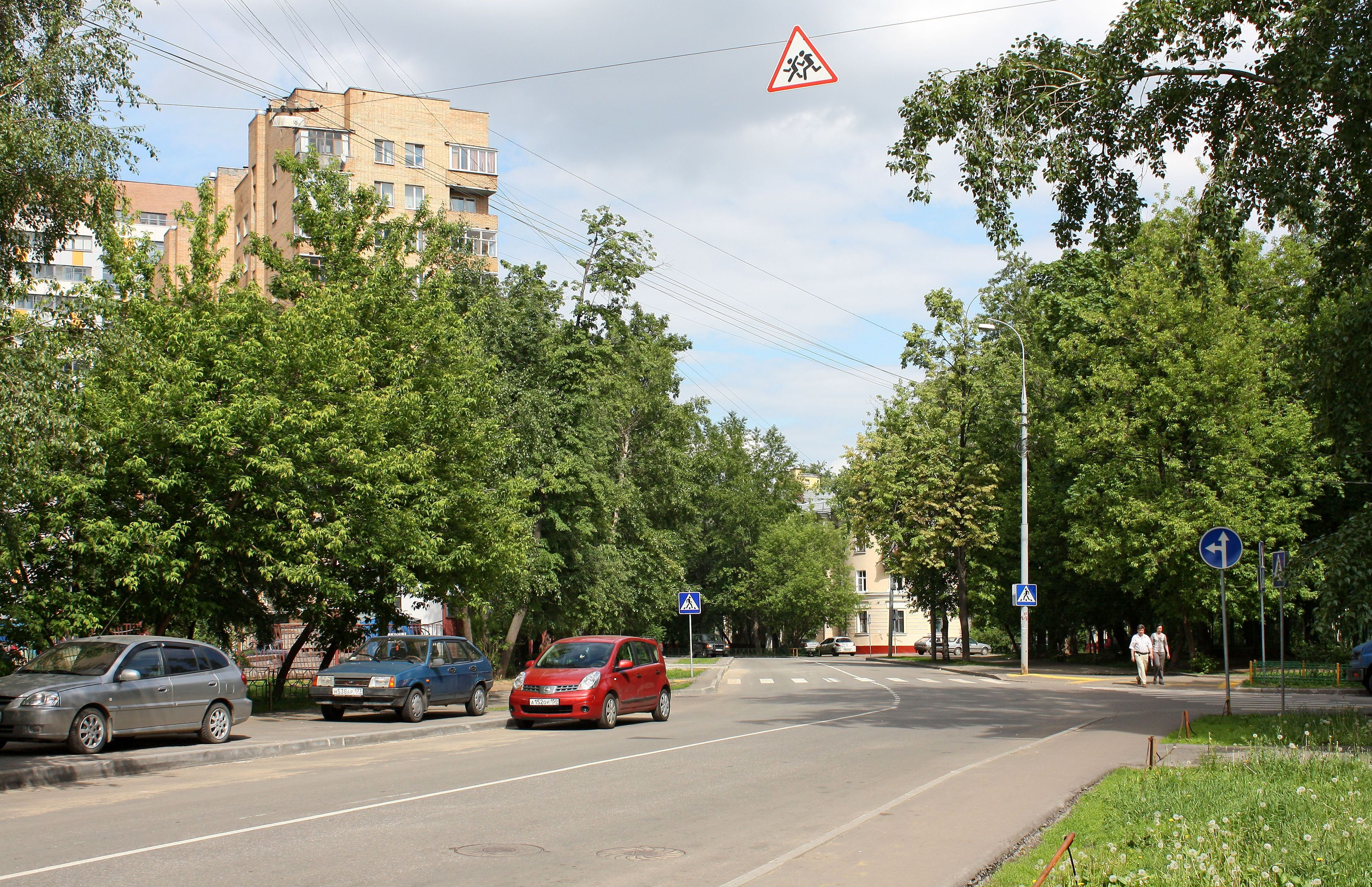
街景

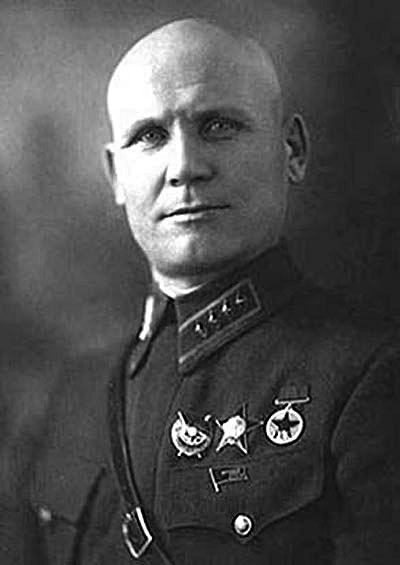
伊萬·科涅夫

55°47′49.5″N 37°29′20.5″E / 55.797083°N 37.489028°E
科涅夫元帥街（俄语：Улица Ма́ршала Ко́нева）是位於莫斯科中央直轄市西北行政區下休金諾區的一條道路，呈東西走向，最西端和拉斯布理廷街（Улица Расплетина）相接，最東端則和沃洛科拉姆斯基第一大道（1-й Волоколамский проезд）相接。
在蘇聯境内，一共有5座城市擁有名稱為科涅夫元帥街的街道，位于莫斯科的科涅夫元帥街是最早被命名的，也是最爲出名的一條。

## 名稱由來
1973年5月28日，為紀念在衛國戰爭中做出傑出貢獻的蘇聯元帥伊萬·斯捷潘諾維奇·科涅夫，蘇聯政府正式將沃洛科拉姆斯基第二大道（2-й Волоколамский проезд）和十月廣場第三街（3-й Улица Октябрьского Поля）合併，合併後的新街道被命名為「科涅夫元帥街」。

## 機構和組織
中央政府的森林管理局第一分局即設在該街道上。此外，勃列日涅夫時代的中央各部部長也都居住于此，因此該街道又被稱作「部長街」（Улица Министра）。